# Liste zerstörter Denkmale im Landkreis Hildburghausen
Die Liste zerstörter Denkmale im Landkreis Hildburghausen beinhaltet Gebäude im Landkreis Hildburghausen in Thüringen, die unter Denkmalschutz standen und dennoch abgerissen wurden.

## Hildburghausen
| Bild | Name                                     | Lage                  | Erbaut   | Zerstört  | Bemerkungen, Einzelnachweise |
| ---- | ---------------------------------------- | --------------------- | -------- | --------- | --- |
|      | Offizin-Druckhaus                        | Hildburghausen        | 19. Jh.  | 2008      | 2008 durch Brand zerstört |
|      | Sendelbach-Haus                          | Hildburghausen        | vor 1900 | nach 2007 | nach Brand 2007 abgerissen |
|      | Schlosskeller des Schloss Hildburghausen | Hildburghausen        | 18. Jh.  | nach 1990 | Das Schloss wurde nach Zerstörung im Zweiten Weltkrieg 1947–1950 abgerissen; der Schlosskeller blieb erhalten, wurde aber nach 1990 für eine Neubebauung abgetragen. |
|      | Teile von Schloss Weitersroda            | Stadtteil Weitersroda | 18. Jh.  | 1988      | Abriss eines baufälligen Schlossflügels |
|      | Gasthaus Haselstaude                     | Stadtteil Häselrieth  | 1828     | 2019      | 2019 abgerissen |

## Straufhain
| Bild                            | Name                     | Lage            | Erbaut  | Zerstört     | Bemerkungen, Einzelnachweise |
| ------------------------------- | ------------------------ | --------------- | ------- | ------------ | ---------------------------- |
| Jagdschloss Seidingstadt (1905) | Jagdschloss Seidingstadt | OT Seidingstadt | um 1700 | 1970er Jahre | Abriss wegen Baufälligkeit   |

## Veilsdorf
| Bild                           | Name                                                  | Lage                 | Erbaut          | Zerstört | Bemerkungen, Einzelnachweise |
| ------------------------------ | ----------------------------------------------------- | -------------------- | --------------- | -------- | ---------------------------- |
| Erhaltener Rest der Manufaktur | Manufakturgebäude der Porzellanmanufaktur Prinz Eugen | OT Kloster Veilsdorf | 19. Jahrhundert | bis 1997 | [ 3 ] [ 4 ]                  |